# اس‌تی‌اس-۱۰۹
اس‌تی‌اس-۱۰۹ (انگلیسی: STS-109) یکی از ماموریت‌های برنامه شاتل‌های فضایی بود که در تاریخ ۱ مارس ۲۰۰۲ از پایگاه فضایی کندی پرتاب شد. این ماموریت حدوداً یازده روزه توسط شاتل کلمبیا انجام گرفت و چهارمین ماموریت جهت تعمیر و نگهداری تلسکوپ فضایی هابل بود.